# Webbutik
Webbutik, även kallat webbshop eller nätbutik, är en webbplats där man kan köpa eller beställa varor eller tjänster. Man använder ofta en så kallad varukorg när man handlar, så att allt det man ska köpa läggs i denna. Själva webbsidan bygger på någon form av E-handelsplattform.
I webbutiker är det vanligt att man betalar via kreditkort, postförskott, direktöverföring till bank eller faktura. 

## Falska webbutiker
En stor del av alla kortbedrägerier sker i falska nätbutiker. Falska webbutiker är en variant av spoofing, ett sätt för nätbedragare att lura internetanvändare genom att klona en webbutik för att efterlikna ett välkänt original. Kunden tror då att den handlar i en äkta nätbutik men blir i själva verket av med sina kortuppgifter. Det vanligaste sättet att hamna i en falsk nätbutik är via länkar i bluffmejl och bluffmeddelanden, men internetanvändare kan också lockas dit via falska annonser på internet och sociala medier. Bedragarna som står bakom de falska webbutikerna vill åt kundernas kortuppgifter. För att undvika att bli lurade av falska webbutiker så uppmanas internetanvändare att tänka kritiskt på om annonserbjudandet är rimligt och om sättet annonsen kommunicerar på känns trovärdigt. Man bör också kontrollera webbadressen noggrant, leta efter språkliga fel på webbplatsen som kan tyda på att den är skapad via maskinöversättning samt leta efter omdömen om webbutiken. En annan rekommendation är att helst handla från butiker inom EU. Då skyddas kunden både av EU:s krav kring säkra betalningar och av EU:s konsumenträtt.